# Charles McGraw
Charles McGraw (* 10. Mai 1914 in Des Moines, Iowa; † 30. Juli 1980 in Studio City, Los Angeles; eigentlich Charles Crisp Butters) war ein US-amerikanischer Theater- und Filmschauspieler. Während seiner vier Jahrzehnte andauernden Karriere spielte der Charakterdarsteller Rollen in über 140 Film- und Fernsehproduktionen, darunter zahlreiche Hollywood-Filme.

## Leben
Charles McGraw wurde 1914 als Charles Butters im Mittleren Westen der USA (anderen Angaben zufolge in New York) geboren. Er fuhr ab dem 18. Lebensjahr zur See. Danach zog er nach New York, wo er in dem Theaterstück The Golden Boy sein Debüt als Bühnendarsteller gab. Seine Theaterkarriere wurde durch den Zweiten Weltkrieg unterbrochen. Nach dem Krieg kehrte er an den Broadway zurück und erhielt mehrere Statistenrollen in Filmproduktionen, darunter Das siebte Kreuz (1944) mit Spencer Tracy. Auch war er für das Radio tätig. Mitte der 1940er Jahre wurde McGraw von Mark Hellinger entdeckt. Der Filmproduzent und Drehbuchautor überredete den Schauspieler nach Hollywood zu gehen, wo McGraw 1946 mit der Nebenrolle des Al in Robert Siodmaks mehrfach für den Oscar nominierten Film noir Rächer der Unterwelt zu sehen war.
Weitere Auftritte im Film noir folgten, in denen McGraw wie auch bei seiner Theaterarbeit, zumeist auf die Nebenrolle des harten Kerls abonniert war, die vom Polizisten (Die lange Nacht, 1947) bis hin zum Bösewicht reichte. Dies war vor allem seiner markanten Stimme und seinem emotionslosen Gesicht zuzuschreiben. Eine seiner wenigen Kinohauptrollen spielte McGraw in Richard Fleischers Um Haaresbreite (1952). In dem Film noir war der zu dieser Zeit bei RKO unter Vertrag stehende Schauspieler als hartgesottener Polizist zu sehen, der während einer Eisenbahnfahrt die Frau eines ermordeten Gangsters (gespielt von Marie Windsor) zu beschützen hat, die vor Gericht aussagen soll. Die Kritiker lobten McGraw für seinen prägnanten Auftritt als Brown.
Ab Mitte der 1950er Jahre arbeitete McGraw verstärkt für das US-amerikanische Fernsehen. Als unkonventioneller Held Mike Waring erschien er in über 30 Folgen der Serie The Adventures of Falcon (1954–1956) und übernahm für eine Serien-Adaption des Oscar-prämierten Films Casablanca die Rolle des Café-Besitzers Rick Blaine (Casablanca, 1955–1956). Seine über 70 Fernsehrollen brachten ihm einen Stern auf dem Hollywood Walk of Fame ein. Mit zunehmendem Alter nahm McGraw auch Charakterrollen im Kino, darunter der Part des Marcellus in Stanley Kubricks preisgekröntem Monumentalfilm Spartacus (1960) an. In seiner letzten Filmrolle war er 1976 als Air-Force-General in Robert Aldrichs Thriller Das Ultimatum zu sehen.
McGraw war von Oktober 1938 bis zur Scheidung 1968 mit Freda Choy Kitt verheiratet. Aus der Ehe ging eine Tochter hervor, Julia Jill McGraw Wynne Veloz (1941–2021). Der Schauspieler verstarb im Alter von 66 Jahren, als er in seinem Haus durch eine gläserne Duschtür fiel. 2007 erschien unter dem Titel Charles McGraw: Biography of a Film Noir Tough Guy eine Biografie, die Alan K. Rode verfasste.

## Filmografie (Auswahl)
- 1944: Das siebte Kreuz (The Seventh Cross)
- 1946: Rächer der Unterwelt (The Killers)
- 1947: Die Farmerstochter (The Farmer’s Daughter)
- 1947: Die lange Nacht (The Long Night)
- 1947: Geheimagent T (T-Men)
- 1948: Berlin-Express
- 1948: Nacht in der Prärie (Blood on the Moon)
- 1949: Guillotine (Reign of Terror)
- 1949: Tödliche Grenze (Border Incident)
- 1949: Once More, My Darling
- 1949: Die Geschichte der Molly X (The Story of Molly X)
- 1949: Side Street
- 1950: Armored Car Robbery
- 1951: Ein Satansweib (His Kind of Woman)
- 1952: Um Haaresbreite (The Narrow Margin)
- 1952: Korea (One Minute to Zero)
- 1953: Im Tal des Verderbens (War Paint)
- 1953: Donnernde Hufe (Thunder Over the Plains)
- 1955: Die Brücken von Toko-Ri (The Bridges at Toko-Ri)
- 1956: Klar Schiff zum Gefecht (Away All Boats)
- 1956: Einst kommt die Stunde (Toward the Unknown)
- 1956: Der Turm des Todes (The Cruel Tower)
- 1957: Die Rose von Tokio (Joe Butterfly)
- 1957: Drei Schritte vor der Hölle (Slaughter on Tenth Avenue)
- 1957: Ein Toter kommt zurück (Joe Dakota)
- 1958: Vom Teufel geritten (Saddle the Wind)
- 1958: Flucht in Ketten (The Defiant Ones)
- 1958: Hart am Wind (Twilight for the Gods)
- 1959: Das tödliche Netz (The Man in the Net)
- 1959: Heiße Grenze (The Wonderful Country)
- 1960: Spartacus
- 1960: Cimarron
- 1963: Die Vögel (The Birds)
- 1963: Eine total, total verrückte Welt (It’s a mad mad mad mad World)
- 1967: Kaltblütig (In Cold Blood)
- 1968: Hängt ihn höher (Hang ’Em High)
- 1969: Nacht ohne Zeugen (Pendulum)
- 1969: Blutige Spur (Tell Them Willie Boy Is Here)
- 1975: Der Junge und sein Hund (A Boy and His Dog)
- 1976: Killer Inside Me (The Killer Inside Me)
- 1977: Das Ultimatum (Twilight’s Last Gleaming)